# João da Cruz
João da Cruz (kh. 1610–1682; Jean de la Croix trong tài liệu tiếng Pháp) là một người lai Bồ Đào Nha đã giúp chúa Nguyễn Đàng Trong phát triển xưởng đúc vũ khí đạn dược phục vụ cho nhu cầu phòng thủ trước các cuộc tấn công của chúa Trịnh Đàng Ngoài và nhu cầu quân sự phía Nam.
Trường đúc (công xưởng đúc) đặt tại Huế, gần bờ sông Phú Xuân, gần nhà thờ Phường Đúc ngày nay.

## Các ghi chép lịch sử
João da Cruz là người mestizo, cha là người Bồ Đào Nha, mẹ là người Đông Ấn. Theo nghiên cứu của giáo sư Alexei Volkov, nhiều khả năng da Cruz học tập tại Ma Cao, kết hôn tại đó và gia nhập Dòng Chiến sĩ Chúa Kitô của Bồ Đào Nha.
Năm 1631 chúa cho lập hai đội thợ nội pháo tượng và tả hữu pháo tượng. Lấy 60 người ở xã Phan Xá, Hoàng Giang tỉnh Quảng Bình sung vào với đầy đủ cơ cấu chức tước để chế tạo vũ khí.
Ở Thuận Hóa có hai ty đội thợ đúc đều 30 người, có Phường Đúc ở bờ Nam sông Phú Xuân đều là người kiều ngụ ở lộn cũng biết đúc súng, đồng và vạc, chảo, xanh, nồi, cây đèn, cây nến mọi vật.
Một người thợ đúc súng, lai Bồ Đào Nha hay Tây Ban Nha đến đề nghị làm việc cho chúa Nguyễn, đã được chấp nhận và thực hiện ở Thợ Đúc mà ở đó tất cả những người thợ đúc đã sinh sống.
Thời điểm João da Cruz đến Huế được xác định là nửa sau thế kỷ 17:
- Li Tana viết: Thoạt đầu cả Cadierè và Maybon và Lê Thành Khôi cho là Joao da Cruz đến vào năm 1614. Tuy nhiên sau khi nghiên cứu kỹ Manguin kết luận rằng Joao da Cruz không hề đặt chân đến trước năm 1658. Điều này có vẻ chính xác hơn. Vào năm 1651 Manguin nhận xét họ Nguyễn đã gửi 5000 khát đồng (3000kg) sang Ma Cao và người Bồ Đào Nha ở đó đúc đại bác cho họ. Lại nữa năm 1658 Manquez một nhà truyền giáo dòng Tên đã nhận 10.000 lạng bạc của Chúa Hiền (1648 -1687) để mua vũ khí (súng) ở Ma Cao[5]
- Cadière viết: Theo trên thì Joao da Cruz ít lắm cũng đến trong những năm (1655-1661) thời kỳ có chiến tranh mạnh.[6]
- Jean de la Croix có khả năng đúc súng được vua Miên cho làm quan ở một Tỉnh. Năm 1658 bị bắt ở mặt trận Việt Miên và được đưa về Thuận Hóa làm nghề đúc súng.[7][8]

João da Cruz đã mở đầu một giai đoạn các tu sĩ Dòng Tên làm ngự y và quan thiên văn cho các chúa Nguyễn từ cuối thế kỷ 17 tới giữa thế kỷ 18.:32–34